# Michael Cellarius
Michael Cellarius, auch Michael Keller, (* um 1490 Burgheilen bei Rain; † Februar 1548 in Augsburg) war ein deutscher Theologe und Reformator.

## Leben und Wirken
Cellarius studierte in Leipzig und wurde Pfarrer in Straubing und Wasserburg am Inn. Als er wegen seiner evangelischen Predigten vom Bischof Predigtverbot erhielt, verließ er Bayern und ging 7. August 1524 nach Wittenberg, um sich 1525 nach Augsburg zu wenden.
Auf den Rat des Urbanus Rhegius wurde er Prediger am Barfüßerkloster. Dort vermochte er die Reformation einzuführen. Es kam zu heftigen Disputationen, so vor allem über die evangelischen Räte. Cellarius veröffentlichte sie in der Schrift „Frag und Antwort etlicher Artikel zwischen M. Michaelen Keller und D. Mathia Krezen . . . newlich begeben.“ Augsburg 1525. Mit seiner derben Art, beißendem Spott und Witz hatte er das Volk hinter sich.
Nachdem seine Kollegen Johannes Frosch und Urbanus Rhegius ihm mit gutem Beispiel vorangegangen waren, heiratete auch Cellarius 1526 Felicitas Oesterreicher.
Als der Abendmahlsstreit (1529) in Augsburg heftig ausgetragen wurde, stellte er sich auf die Seite der Zwinglianer und widerstrebte der Annäherung an Wittenberg.
Nach wie vor hatte er großen Einfluss auf die Bevölkerung der Reichsstadt. Ihm wird nachgesagt, dass seine Predigtweise den Bildersturm in Augsburg ausgelöst habe. Er vermochte auch über die Grenzen der Stadt hinaus zu wirken, so zum Beispiel in Kaufbeuren.

## Werke
- „Frag und Antwort etlicher Artikel zwischen M. Michaelen Keller und D. Mathia Krezen . . . newlich begeben.“ Augsburg 1525.